# CT Paraná (D-29)
El CT Paraná (D-29), originalmente botado como USS Cushing (DD-797), fue un destructor clase Fletcher que sirvió en la Armada de los Estados Unidos y en la Marina de Brasil.
El buque fue construido en Seattle por Bethlehem Steel Corporation, que inició el trabajo el 3 de mayo de 1943. El 30 de septiembre del mismo año, fue botado y, el 17 de enero de 1944, fue comisionado en la Armada de los Estados Unidos. Esta unidad clase Fletcher tenía una eslora de 114,8 m, una manga de 12 m y un calado de 5,5 m, con un desplazamiento de 2000 t. La velocidad máxima del barco era mayor a 30 nudos.
El armamento consistía en cinco cañones del calibre 127 mm, distribuidos en cinco torres MK-30 y 10 cañones Bofors 40 mm y cinco tubos lanzatorpedos del calibre 533 mm.
Fue retirado el 8 de noviembre de 1960 y transferido a la Marina de Brasil el 20 de julio de 1961. Brasil dio de baja al Paraná el 4 de abril de 1982.